# Julidochromis regani
Julidochromis regani är en fiskart som beskrevs av Max Poll 1942. Julidochromis regani ingår i släktet Julidochromis och familjen Cichlidae. IUCN kategoriserar arten globalt som livskraftig. Inga underarter finns listade i Catalogue of Life.